# Michael Caton-Jones
Michael Caton-Jones, nato Michael Jones (Broxburn, 15 ottobre 1957), è un regista, attore e produttore cinematografico britannico.

## Biografia
Nato a Broxburn (nella contea di Lothian, in Scozia), Michael studia presso la St Marys Academy e al Wellington College, e frequenta poi la National Film and Television School di Beaconsfield. Dopo alcuni lavori televisivi debutta come regista cinematografico nel 1989 con il film Scandal - Il caso Profumo, guadagnando una nomination al European Film Awards per il miglior film giovane. Negli anni successivi dirige i film Memphis Belle, Rob Roy e The Jackal, e dirige due volte Robert De Niro nei film Voglia di ricominciare e Colpevole d'omicidio. Nel 2000 si sposa con Beverly Caton, aggiungendo il cognome della moglie al suo.
Nel 2005 dirige Shooting Dogs, storia di un sacerdote e di un insegnante coinvolti nel genocidio del Ruanda; l'anno successivo dirige Basic Instinct 2, seguito del fortunato film del 1992 Basic Instinct, ma il film non riscontra lo stesso successo dell'originale, venendo così candidato a diversi Razzie Awards (vincendo quello come peggior film e venendo nominato a quello come peggior regista). Il regista ha ottenuto la regia della miniserie Mondo senza fine nel marzo del 2011. Nel 2017 dichiara che, venti anni prima, decise di tagliare i rapporti con Harvey Weinstein per i suoi comportamenti, che influenzavano troppo le sue scelte registiche nei casting femminili. Dichiara anche che era impossibile, nello show business, non essere a conoscenza della sua natura aggressiva e disturbante.

## Filmografia

### Regista
- Brond (1987), film TV
- Lucky Sunil (1988), film TV
- Scandal - Il caso Profumo (Scandal) (1989)
- Memphis Belle (1990)
- Doc Hollywood - Dottore in carriera (Doc Hollywood) (1991)
- Voglia di ricominciare (This Boy's Life) (1993)
- Rob Roy (1995)
- The Jackal (1997)
- Colpevole d'omicidio (City by the Sea) (2002)
- Shooting Dogs (2005)
- Basic Instinct 2 (2006)
- Mondo senza fine (2012), miniserie televisiva
- Urban Hymn (2015)
- Asher (2018)
- Le nostre signore (Our Ladies) (2019)

### Attore
- Doc Hollywood - Dottore in carriera (1991) - L.A. Maitre D
- The Jackal (1997) - Uomo nel video
- Colpevole d'omicidio (2002) - Uomo della metropolitana

### Produttore
- Rob Roy (1995) - produttore esecutivo
- The Jackal (1997)
- Colpevole d'omicidio (2002)